# Амазилія руда
Амази́лія руда (Amazilia rutila) — вид серпокрильцеподібних птахів родини колібрієвих (Trochilidae). Мешкає в Мексиці і Центральній Америці.

## Опис

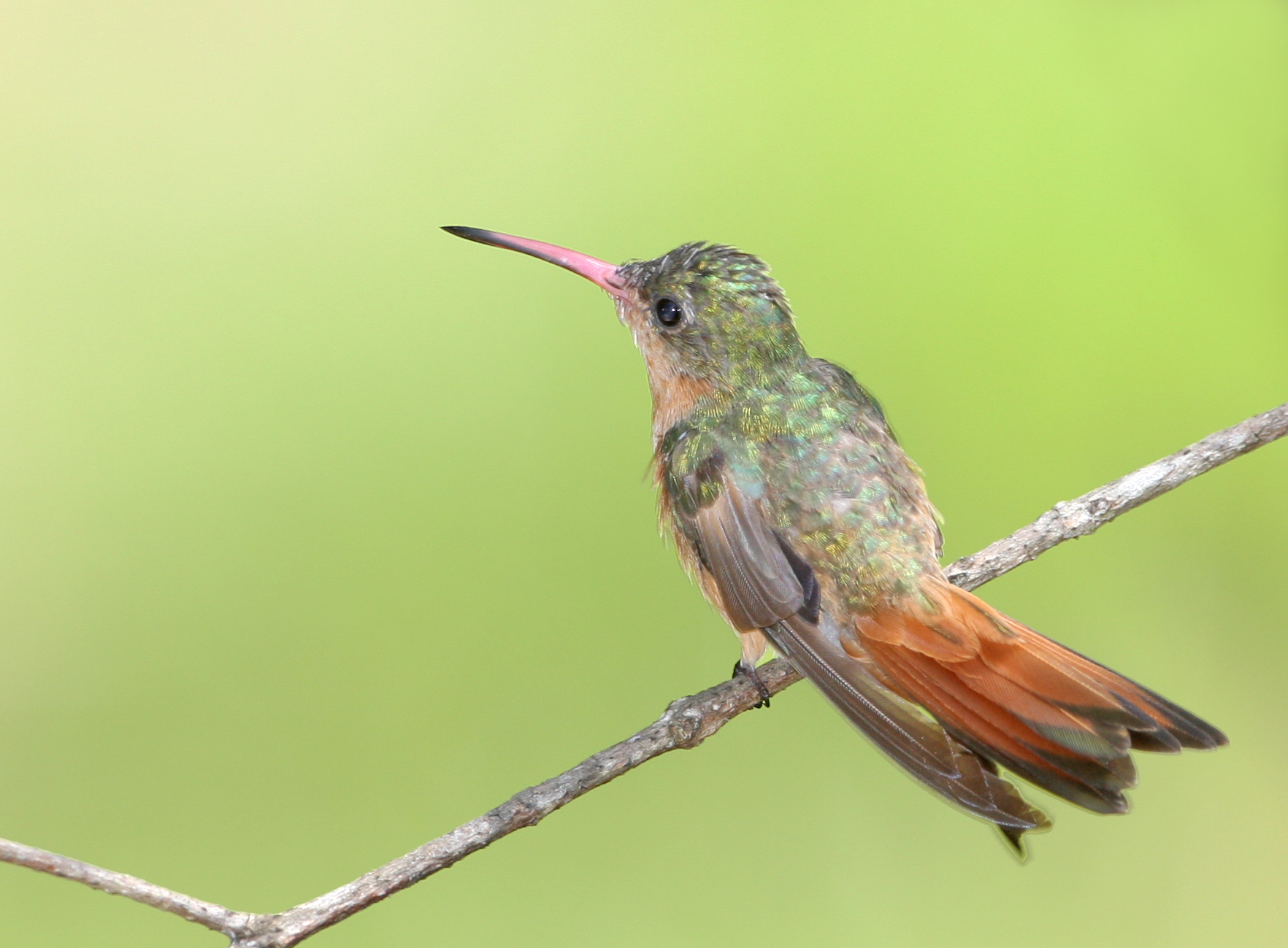
Руда амазилія

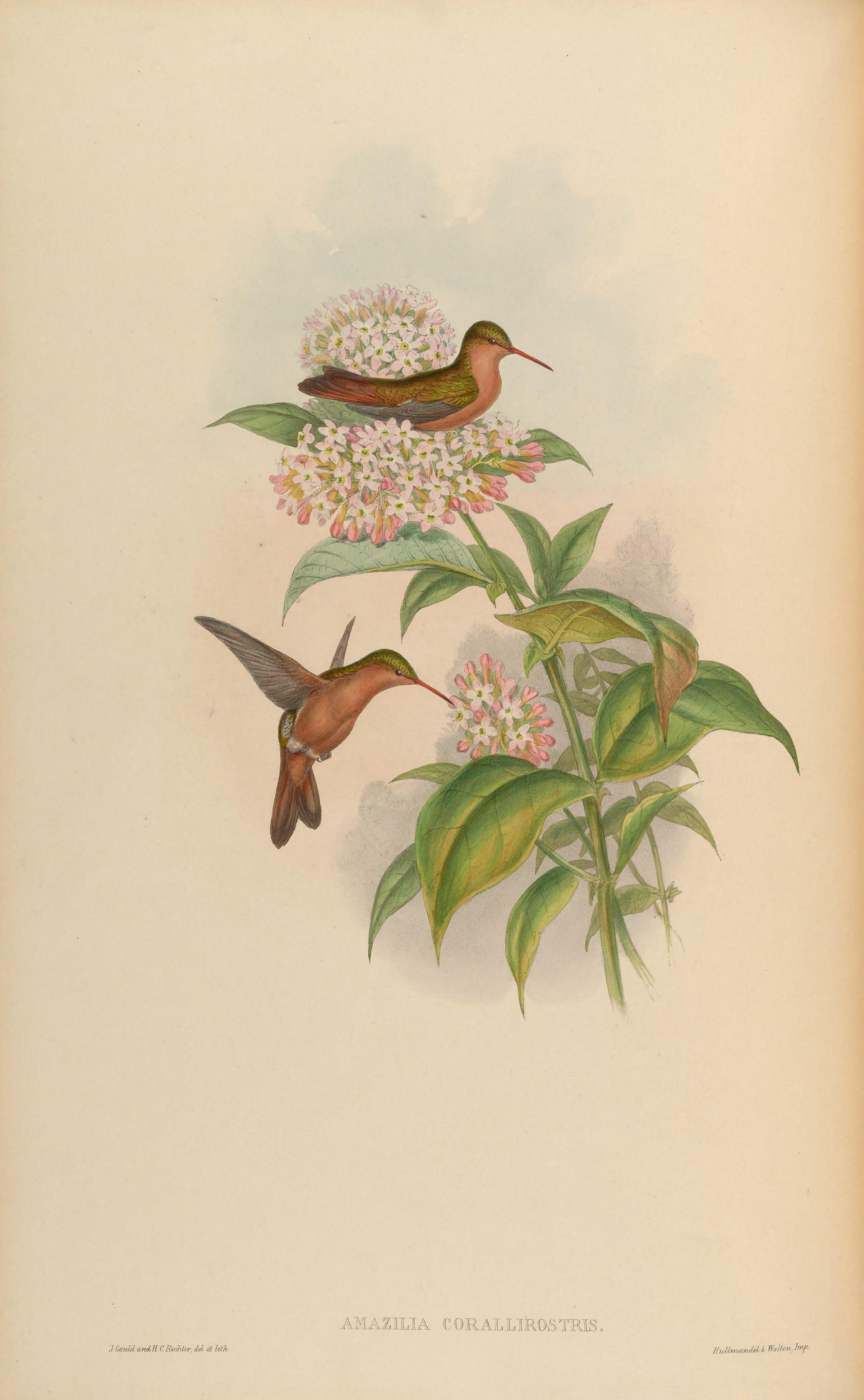
Руді амазилії

Довжина птаха становить 9,5-11,5 см, вага 5-5,5 г. Верхня частина тіла бронзово-зелена з металевим відблиском, нижня частина тіла коричнювато-руді, підборіддя і верхня частина горла світліші. Хвіст темно-коричнювато-рудий або рудувато-каштановий, довжиною 31-37 мм. Стернові пера мають темно-бронзово-кінчики, крайні стернові пера мають темно-металево-бронзово-краї. Крила темно-коричнювато-сірі. Дзьоб у самців червоний з чорним кінчиком, у самиць чорний, біля основи червоний, його довжина становить 19-24 мм. Забарвлення молодих птахів є подібне до забарвлення самиць, однак пера на обличчі, тімені і надхвісті у них мають руді краї, дзьоб у них повністю чорний.
У представників підвиду A. r. diluta верхня частина тіла менш інтеснивно-зелена, а нижня частина дзьоба у них блідіша, рожева. Представники підвиду A. r. corallirostris мають більш яскраве забарвлення, ніж представники номінативного підвиду. Представники підвиду A. r. graysoni мають більші розміри, ніж представники номінативного підвимду, забарвлення у них більш темне.

## Таксономія
Руда амазилія була науково описана у 1842 році французьким натуралісом Рене Прімевером Лессоном за зразком, зібраним неподілік Акапулько на південному заході Мексики. Лессон помістив ноавий вид в рід Ornismya і надав йому біномінальну назву Ornismya cinnamomea. Однак виявилося, що ця назва була зайнята, оскільки Поль Жерве використав назву Ornismya cinnamomeus для опису іншого виду колібрі. У 1843 році французький натураліст Адольф Делатр заново описав руду амазилію під назвою Ornismya rutila. Пізніше цей вид був переведений до роду Амазилія (Amazilia), введеного Лессоном у 1843 році.

## Підвиди
Виділяють чотири підвиди:
- A. r. diluta Van Rossem, 1938 — північно-західне узбережжя Мексики (Сіналоа, Наярит);
- A. r. graysoni Lawrence, 1867 — острови Лас-Трес-Маріас[es] (біля західного узбережжя Мексики);
- A. r. rutila (Delattre, 1843) — західна і південно-західна Мексика (від Халіско до Оахаки);
- A. r. corallirostris (Bourcier & Mulsant, 1846) — від південно-східної Мексики (Чіапас) до західної Коста-Рики, узбережжя півострова Юкатан, острови Мухерес[en] і Хольбош[en].

## Поширення і екологія
Руді амазилії мешкають в Мексиці, Гватемалі, Белізі, Сальвадорі, Гондурасі, Нікарагуа і Коста-Риці. Вони живуть в сухих і вологих субтропічних і тропічних лісах, в сухих чагарникових заростях, на плантаціях, в парках і садах, на висоті до 1800 м над рівнем моря.
Руді амазилії живляться нектаром різноманітних квітучих рослин, а також комахами. Захищають кормові території. Початок сезону розмноження різниться в залежності від регіону, переважно він триває з листопада по лютий і з червня по липень. Гніздо невелике, чашоподібне, робиться з рослинного матеріалу і павутиння, прикріплюється до горизонтальної гілки. В кладці 2 яйця.